# Charles Stanley

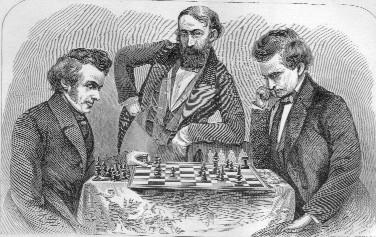
Charles Stanley (z lewej) podczas meczu z Johnem Turnerem (z prawej) w Waszyngtonie w 1850 roku

Charles Henry Stanley (ur. 1819 w Brighton, zm. 1901 w Nowym Jorku) – amerykański szachista pochodzący z Anglii, pierwszy mistrz USA w szachach. Tytuł zdobył w 1845 roku po pokonaniu Eugene Rousseau z Nowego Orleanu w meczu o mistrzostwo Stanów Zjednoczonych. Jednym z kibiców tego meczu był ośmioletni Paul Morphy, którego wuj sekundował mistrzowi Nowego Orleanu.

## Życiorys
Stanley przybył do Nowego Jorku w 1843 roku z Anglii, gdzie szachy cieszyły się ogromną popularnością. Miał duży wpływ na rozwój szachów na kontynencie amerykańskim. Postępując według wzorców sprawdzonych w swojej ojczyźnie redagował regularnie ukazujący się dział szachowy w codziennej gazecie The Spirit of the Times. W 1846 roku zaczął wydawać American Chess Magazine, pierwszy w USA periodyk szachowy. Na tym polu nie odniósł finansowego sukcesu, jego wydawnictwo upadło po roku. W 1855 roku zorganizował pierwszy turniej kompozycji szachowej.
W 1857 roku Stanley utracił swój tytuł mistrza USA. Po pierwszym amerykańskim kongresie szachowym, łatwo wygranym przez Paula Morphy'ego, zorganizowano mecz pomiędzy Stanleyem i Morphym. Mimo że Stanley grał z pionem i ruchem więcej, mecz zakończył się zwycięstwem Morphy'ego 4 - 1. Nagrodę za wygranie meczu Morphy wręczył żonie Stanleya, znając kiepskie położenie finansowe państwa Stanleyów i zamiłowanie swego przeciwnika do kieliszka. Alkohol był głównym problemem Stanleya. Pomimo sukcesu wydanej w 1859 roku książki The Chess Player's Instructor Stanley do końca życia borykał się z ubóstwem.
Według retrospektywnego systemu Chessmetrics, najwyżej sklasyfikowany był w czerwcu 1853, zajmował wówczas 10. miejsce na świecie.